# Karel Buchtela
Karel Buchtela (6. března 1864, Nové Pavlovice (Liberec) – 30. března 1946, Praha) byl český právník, finanční úředník, archeolog pravěku a ředitel Archeologického ústavu v Praze.

## Život
Pocházel ze smíšeného česko-německého manželství, otec byl Čech z Českého Brodu, matka Němka z Liberecka. Roku 1882 se dal zapsat ke studiu archeologie a dějin umění na filozofickou fakultu Karlovy Univerzity, navštěvoval přednášky, ale studia nedokončil. Současně v letech 1882/1883 až 1887 vystudoval práva na právnické fakultě Německé univerzity v Praze. Po praxi okresního a krajského finančního úředníka v Semilech a Hradci Králové nastoupil od 1.1.1892 jako koncipient c. k. finančního ředitelství v Praze a brzy se vypracoval na c. a k. vrchního radu. Po svém penzionování roku 1923 se stal ředitelem Archeologického ústavu v Praze, odešel roku 1938.
Přestože nedostudoval, stal se významným badatelem české archeologie pravěku, vypracoval metodiku a systematiku výzkumu, v době své východočeské praxe organizoval k výzkumům a zpracování nálezů kolektiv dobrovolných spolupracovníků, soubor jejich archeologických nálezů se stal základem archeologické sbírky muzea v Hradci Králové. Stěžejní dílo o české archeologii napsal s Luborem Niederlem. V letech 1913–1918 se podílel na vydávání Uměleckých pokladů Čech.
V letech 1913–1918 byl přísedícím České akademie císaře Františka Josefa pro vědy, slovesnost a umění, zasedal společně s Františkem Adolfem Borovským, s nímž jej pojilo přátelství a
zájem o sbírání starožitností. Ze své bohaté sbírky jednou vystavoval v Uměleckoprůmyslovém muzeu kolekci porcelánu. Drobné archeologické nálezy z období středověku daroval roku 1924 do sbírek Národního muzea. Od roku 1919 byl řádným členem archeologické komise České akademie.

## Rodina
10. října 1892 se v Semilech oženil s Annou, rozenou Husákovou, s níž měl dva syny a dceru: Syn Rudolf Buchtela (* 1895) v letech 1913–1918 vystudoval v Praze právnickou fakultu UK, Karel (* 1898) byl zahradníkem.